# Bakterie heterotroficzne
Bakterie heterotroficzne - bakterie cudzożywne, odżywiające się związkami organicznymi i nieorganicznymi, z których przez odpowiednie przekształcenie budują swe składniki komórkowe.
Bakterie te obecne są np. w skałach wapiennych i zaprawach krzemianowo - wapiennych. Produkują m.in. kwas 2-ketogrukonowy, który działa niszcząco na kamienie zabytkowe. Biorą udział w rozpuszczaniu trudno rozpuszczalnych fosforanów wapnia, krzemianów i glinokrzemianów.

Powstały w wyniku ewolucji wcześniej niż bakterie autotroficzne, skąd wniosek, że są pierwszymi organizmami, które pojawiły się na Ziemi.